# Нено Неделчев
Нено Петров Неделчев е български езиковед, занимаващ се основно с диалектология и ономастика, професор в Технически университет - Габрово, обществен деятел, член на БЗНС.

## Биография
Роден е на 9 юли 1945 г. във Вишовград. Завършва образование в родното си село. Висшето си образование завършва във Великотърновския университет „Св. св. Кирил и Методий“ със специалност Българска филология. Защитава докторската си дисертация в Института за български език на БАН – София в направление езикознание (диалектология). Акредитиран е като доцент и професор. Неделчев е общински съветник към БЗНС-Горна Оряховица.. Дарител е на част от семейния архив на Атанас Буров.
Нено Неделчев е бил директор на българското училище в Триполи. Преподавал е и на бесарабските българи в Тараклия. Неделчев е преподавател в Технически университет – Габрово..
Нено Неделчев умира на 2 май 2024 година в Горна Оряховица.

## Научни трудове
Неделчев е автор на повече от 350 публикации. Някои от тях са:
- Диалект на българите католици[4]
- Мизийско-балкански диалект. Към типологията на морфологичните системи на мизийско-балканските говори
- Драгижевски говор. Представен основно от говора на село Драгижево, Великотърновска област с оглед на морфологията му (в съавторство)
- Атанас Буров. Хронология на един достоен живот.
- Българският език – нашият език. Помагало и справчник за етническите българи в чужбина
- Бесарабските българи в Тараклия. История, диалект, речник. Социолингивистично изследване